# Pescantina
Pescantina là một đô thị ở tỉnh Verona trong vùng Veneto của Ý, có cự ly khoảng 110 km về phía tây của Venice và khoảng 11 km về phía tây bắc của Verona. Tại thời điểm ngày 31 tháng 12 năm 2004, đô thị này có dân số 14.096 người và diện tích là 19,7 km².
Đô thị Pescantina có các frazioni (đơn vị trực thuộc, chủ yếu là các làng) Settimo, Balconi, Arcè, Ospedalettovà Santa Lucia.
Pescantina giáp các đô thị: Bussolengo, Pastrengo, San Pietro in Cariano, Sant'Ambrogio di Valpolicella và Verona.